# Heidl György
Heidl György (Várpalota, 1967. szeptember 16. – ) magyar esztéta, filozófiatörténész, egyetemi tanár. A Magyar Tudományos Akadémia doktora (2020).

## Életpályája
Általános és középiskolai tanulmányait szülővárosában végezte el. 1986-ban érettségizett a Thuri György Gimnáziumban. 1993-ban diplomázott a Janus Pannonius Tudományegyetem magyar-esztétika szakán. Ezután a Közép-európai Egyetem medievisztika szakán végzett 1997-ben. 1993–1999 között egyetemi tanársegéd volt a Pécsi Tudományegyetem Esztétika Tanszékén. 1999–2002 között egyetemi adjunktus volt. 2000-ben PhD fokozatot szerzett a CEU-n. 2000 óta a Patrisztika Központ alapító munkatársa. 2002–2018 között egyetemi docens volt. 2003 óta az Esztétika és Kulturális Tanulmányok Tanszék tanszékvezetője. 2012-ben habilitált a Debreceni Egyetemen filozófiából. 2014 óta a Pécsi egyházmegye kulturális, tudományos és kommunikációs tevékenységének irányítója. 2015 óta a Pécsi egyházmegye Keresztény Örökség Kutatóintézet igazgatója. 2015–2017 között a Pécsi egyházmegye kommunikációs, tudományos és kulturális igazgatója volt. 2018-tól egyetemi tanár. 2019 óta a Pécsi Tudományegyetem Bölcsészettudományi Kar dékánja.
Tagja a Nemzetközi Patrisztikus Társaságnak, a Magyar Patrisztikus Társaságnak, melynek alapító tagja és egyúttal elnökségi tagja is; tagja a Magyar Filozófiai Társaságnak és a Magyar Ókortudományi Társaságnak.
Kutatási területe az ókeresztény irodalom, a teológia és művészet, valamint a késő-antik filozófiai iskolák, az újplatonikusok, illetve az antik és középkori művészet- és szépségelmélet.

## Családja
Felesége, Herczeg Zsuzsanna középiskolai tanár. Négy gyermekük született: három leányuk és egy fiuk van.

## Művei
- A betű öl, a szellem éltet. Órigenész: Tizenhat homília a Teremtés könyvéhez (Latinból fordította, szerkesztette, az előszót írta) (Budapest, 1999)[4]
- Szent Ágoston: A hit és a hitvallás. Három előadás. (Latinból fordította, jegyzeteket, magyarázatokat írta.) (Kolozsvár, 1999)[4]
- Rotterdami Erasmus: Enchiridion militis christiani. Kézikönyv Krisztus katonájának (Fordította, bevezetéssel és jegyzetekkel ellátta.) (Budapest, 2000)[4]
- Szent Ágoston megtérése: Egy fejezet az origenizmus történetéből (2001)
- Octavius (közreműködő, 2001)
- A keresztény tanításról (közreműködő, 2002)
- A Teremtés könyvéről a manicheusok ellen (közreműködő, 2002)
- Szent Jeromos élete, írásai és vitái (közreműködő, 2002)
- Magyarázatok a hitvalláshoz (közreműködő, 2003)
- Ami Istenben láthatatlan: Kellermayer Miklós sejtkutatóval beszélget Heidl György (közreműködő, 2004)
- Szent Ágoston misztikája (közreműködő, 2004)
- Akéda: Ábrahám és Izsák története az egyházatyák értelmezésében (közreműködő, 2004)
- A jelenségek megőrzése: értekezés a fizikaelmélet fogalmáról Platóntól Galileiig (közreműködő, 2005)
- A keresztény és a szirének (patrisztikus tanulmányok, 2005)
- Hogy hitem legyen (közreműködő, 2005)
- Lovasi András-Lackfi János: Heidl György dalai (2007)
- Homíliák a Teremtés könyvéhez (közreműködő, 2010)
- Érintés: szó és kép a korai keresztény misztikában (2011)
- A keresztény tanításról (közreműködő, 2012)
- A jelenlét vonzásában Szent Ambrus Izsákról és a lélekről (bevezető, fordítás és kommentár, 2012)
- Katolikus szemmel: net-lapok (2013)
- Mária Magdolna megfordulása (2013)
- Lelki alakformálás: Szent Ágoston beavató beszédei (2015)
- „Csont az én csontomból”: a házasság misztériuma (2017)
- Kezdet és vég: Poetovio-i Victorinus a Teremtés könyvéről és a Jelenések könyvéről (közreműködő, 2017)
- Száraz kavics (esszék, 2019)
- Novatianus: Az igazság szabálya - A szemérmességről - A zsidó ételekről - A látványosságokról. Ókori keresztény írók sorozat. (Fordította és magyarázta) Szent István Társulat, 2025.

## Díjai
- Bolyai János kutatói ösztöndíj (2000)[4]
- Bolyai János-plakett (ösztöndíjas) (2004)[10]
- Magyar Arany Érdemkereszt (2017)[10]